# Олексів Роман Васильович
Роман Васильович Олексів (7 квітня 1926, м. Львів — 28 жовтня 1996, м. Львів) — вояк дивізії СС «Галичина», політв'язень радянських таборів, режисер-постановник кіностудії Укртелефільм.

## Життєпис

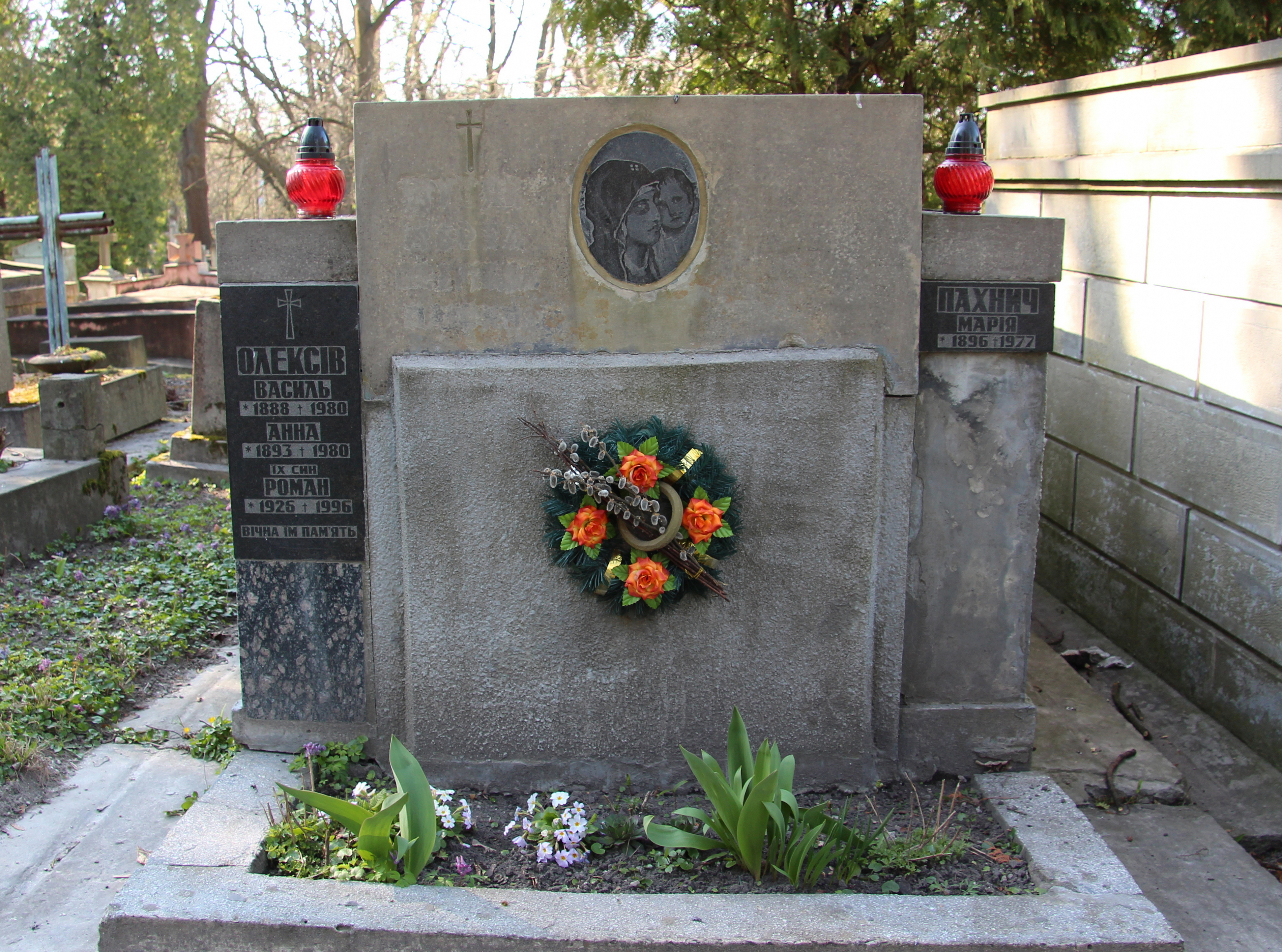
Гробівець родини Олексів

Народився 7 квітня 1926 році у місті Львові. 
Навчався в українській купецькій гімназії. 
Добровольцем вступив до дивізії СС «Галичина». Був заарештований та відбував покарання в таборах на Воркуті.

### Творча кар'єра
З кінця 50-х до початку 70-х років працював на Львівській обласній студії телебачення режисером музичної редакції, займався телевізійними постановками і фільмами. Навчався у Театральному інституті ім. І. Карпенка-Карого (тепер Київський національний університет театру, кіно і телебачення імені Івана Карпенка-Карого).
У 1971 році вимушено переїхав до Києва, оскільки було звільнено чи переведено на іншу роботу багатьох його колег з музичної редакції. У 1973 р. став режисером-постановником «Укртелефільму». Починаючи з 1975 р. викладав акторське мистецтво у Театральному інституті ім. І. Карпенка-Карого.
У 1971 році знімає в селищі Яремче український музичний фільм «Червона рута», головні ролі в якому виконали Василь Зінкевич, Софія Ротару, Назарій Яремчук, Володимир Івасюк. 
Співпрацював із багатьма визначними творчими особистостями: Василем Барвінським, Левком Дутковським, Володимиром Івасюком, Богданом Янівським, Іриною Вільде, Дмитром Павличком, Ростилавом Братунем, Володимиром Денисенком, Борисом Мірусом, Мирославом Скориком, Валерієм Громцевим, Олександром Білашом, Богдан Стельмахом, Михайлом Ткачем.
У 80-х роках знімав телепостановки і короткометражні музичні фільми.
Помер 28 жовтня 1996 році у Львові. Похований на  60 полі Личаківського цвинтаря.

## Фільмографія
Режисер фільмів:
- «Залицяльники» (1968). Один з перших українських музичних фільмів (1968), Львівське телебачення. Грають джаз-оркестр * «Медікус» п/к Ігоря Хоми та Оркестр Львівського радіо і ТБ п/к Богдана Янівського. Фільм отримав приз на фестивалі самодіяльних фільмів в Ленінграді.
- «Сійся родися» (1969). Музичний фільм за участю сестер Байко.
- «Червона рута» (1971). Фільм за участю самодіяльних ансамблів “Росинка”, “Смерічка”, “Карпати”, “Евріка”. Пісні виконують С. Ротару, В. Зінкевич, Н. Яремчук, Р. Кольца.
- «Намалюй мені ніч» (1972). Вокально-інструментальний ансамбль “Смерічка” виконує пісню “Намалюй мені ніч”. Солістка – заслужена артистка УРСР С. М. Ротару.
- «Якщо мине любов» (1972). Вокально-інструментальний ансамбль “Смерічка” виконує пісні “Намалюй мені ніч” та “Якщо мине любов”. Солісти – заслужена артистка УРСР С. Ротару і Н. Яремчук.
- «Дзвени, наша пісне» (1973). Фільм-концерт майстрів мистецтв України за участю народної артистки СРСР Н. О. Ткаченко, народного артиста УРСР О. М. Врабеля, заслужених артистів УРСР Г. Ханеданьян, Г. Мурзай, Ю. І. Богатикова та ін.
- «Лийся, пісне» (1973). Фільм-концерт за участю Державної заслуженої капели бандуристів УРСР.
- «Хореографічні мініатюри» (1975). Солісти балету Київського театру опери та балету ім. Т. Г. Шевченка В. П. Ковтун, Т. О. Таякіна, Р. О. Хилько та інші виконують хореографічні мініатюри.
- «Насмешливое мое счастье» (1977). Фільм-вистава за п’єсою Л. А. Малюгіна в постановці Київського російського драматичного театру ім. Лесі Українки. В ролях – народні артисти УРСР А. М. Роговцева, М. М. Рушковський, заслужені артисти УРСР В. І. Єзепов, О. В. Парра, Л. В. Кадочникова та ін.
- «Чарівники танцю» (1978). Фільм-концерт за участю солістів балету Київського театру опери та балету ім. Т. Г. Шевченка, народного артиста СРСР В. П. Ковтуна і народної артистки УРСР Т. А. Таякіної.
- «Пісні пісню кличе» (1978). Фільм-концерт за участю Гуцульського ансамблю пісні і танцю.
- «Черкаський народний хор» (1979). Концертні ролики за участі Черкаського українського народного хору, який виконує вокальні та вокально-хореографічні композиції.
- «Приємні знайомства» (1981). Сюжетний фільм-концерт про українські народні інструменти. Показано тріо бандуристок, оркестр народних інструментів Українського телебачення і радіомовлення, оркестрову і балетну групи Державного українського народного хору ім. Г. Г. Верьовки.
- «Весняні забави» (1983). У фільмі представлено один із самобутніх колективів України – Київський вокально-інструментальний ансамбль “Кобза”, який виконує українські народні пісні й твори радянських композиторів.
- «Свято в карпатах» (1983). Фільм-концерт за участі Державного заслуженого Буковинського ансамблю пісні й танцю УРСР. Сюжетна лінія побудована на сучасному народному обряді – святі врожаю.
- «Спокута» (1985). 2 серії. Фільм-опера за мотивами опери М. І. Вериківського та поеми Т. Г. Шевченка “Наймичка”.
- «Лідія Забіляста» (1986). Про солістку Київського театру опери та балету ім. Т. Г. Шевченка, народну артистку УРСР Л. Л. Забілясту.
- «Музика весни» (1987). Фільм-концерт за участю народного артиста УРСР В. І. Зінкевича.
- «Оркестр народних інструментів» (1987). Фільм-концерт за участю народних артистів СРСР М. К. Кондратюка, Є. С. Мірошниченко та Державного оркестру народних інструментів.
- «Розступіться, зелен-гори! Співає Іван Попович» (1987). Фільм-концерт за участю заслуженого артиста УРСР І. Д. Поповича та народного ансамблю танцю “Візерунок” (м. Надвірна Івано-Франківської області).
- «Хлопці, веселої» (1987). Фільм-концерт за участю “Троїстих музик” Укрконцерту під керівництвом заслуженого артиста УРСР В. І. Попадюка.
- «Відлуння його життя» (1988). Про українського композитора та поета В. М. Івасюка розповідають письменники М. Г. Івасюк, Р. М. Кудлик, Р. А. Братунь, народні артисти УРСР В. І. Зінкевич, Н. Н. Яремчук. Показано сцени з вистави “Прапороносці” у виконанні акторів Київського державного драматичного театру ім. І. Я. Франка.

## Сучасники про Романа Олексіва
Мирослав Скочиляс:
|  | До своїх музичних фільмів режисер Роман Олексів добирав пісні, які б відповідали трьом вимогам: високохудожній текст, професійність музики, талановите виконання. Бо коли прослухаєш цілу низку пісень, не запам'ятаєш ні однієї нотки, то чи варто витрачати час і кошти на зйомки цих пісень-хвилинок, які живуть рівно стільки, скільки звучать? Така висока вимогливість, витончений смак і відчуття міри стали запорукою того, що фільми Романа Олексіва сьогодні дивляться з такою ж цікавістю, як і в шістдесяті-сімдесяті роки. |